# Synanthedon leptomorpha
Synanthedon leptomorpha is een vlinder uit de familie wespvlinders (Sesiidae), onderfamilie Sesiinae.
De naam Synanthedon leptomorpha is, als Aegeria leptomorpha, voor het eerst geldig gepubliceerd door Meyrick in 1931. Het type werd verzameld op 27 maart 1930 door H. Hargreaves, in Kampala, Oeganda. Het wordt bewaard in BMNH. De naam werd in 2012 door Bartsch & Berg tot de synoniemie van Camaegeria aristura (Meyrick, 1931) gereduceerd.